# Västra Egnahem
Västra Egnahem är en bebyggelse i Hjulsjö socken i Hällefors kommun, Örebro län. Västra Egnahem är ett villaområde beläget omkring 400 meter väster om Bredsjö. Orten ingick fram till 1980 i tätorten Bredsjö och var från 1900 till 2020 av SCB klassad som en småort, men avregistrerades 2020 då antalet boende understeg 50.

## Befolkningsutveckling
| Befolkningsutvecklingen i Västra Egnahem 1990–2015                           | Befolkningsutvecklingen i Västra Egnahem 1990–2015 | Befolkningsutvecklingen i Västra Egnahem 1990–2015 | Befolkningsutvecklingen i Västra Egnahem 1990–2015 | Befolkningsutvecklingen i Västra Egnahem 1990–2015 |
| ---------------------------------------------------------------------------- | -------------------------------------------------- | -------------------------------------------------- | -------------------------------------------------- | -------------------------------------------------- |
|                                                                              |                                                    |                                                    |                                                    |                                                    |
| År                                                                           |                                                    |                                                    | Folkmängd                                          | Areal (ha)                                         |
| 1990                                                                         | 1990                                               |                                                    | 60                                                 | 7                                                  |
| 1995                                                                         | 1995                                               |                                                    | 60                                                 | 7                                                  |
| 2000                                                                         | 2000                                               |                                                    | 53                                                 | 7                                                  |
| 2005                                                                         | 2005                                               |                                                    | 53                                                 | 7                                                  |
| 2010                                                                         | 2010                                               |                                                    | 54                                                 | 7                                                  |
| 2015                                                                         | 2015                                               |                                                    | 54                                                 | 12                                                 |
| Anm.: Bebyggelsen ingick fram till 1980 i den förutvarande tätorten Bredsjö. |                                                    |                                                    |                                                    |                                                    |